# 1. pehotna divizija (mehanizirana)
Za druge 1. divizije glej 1. divizija.
1. pehotna divizija (mehanizirana) (izvirno angleško 1st Infantry Division (Mechanized)) je divizija Kopenske vojske ZDA z najdaljšim stažem služenja. 
|  |

## Zgodovina

### Predhodniki divizije
1. ekspedicijska divizija je bila ustanovljena maja 1917 iz enot Kopenske vojske ZDA, ki so bile nastanjene na meji z Mehiko in drugih enot po ZDA.
14. junija 1917 je odplula prva enota iz ZDA proti Evropi; zadnja enota pa je prispela tja šele 22. decembra. 4. julija je bataljon paradiral po ulicah Pariza, kjer so bile izrečene znamenite besede: »Lafayette, mi smo tu!«. 6. julija 1917 je bila divizija preimenovana v 1. pehotno divizijo.
Zjutraj 23. oktobra je bila izstreljena prva ameriška granata, čez dva dni pa so imeli že prvega padlega vojaka. Aprila 1918, ko so Nemci prodrli skoraj do Pariza, je bila divizija poslana na ogrožen odsek fronte, pri čemer je zavzela vas Cantigny, kar je označeno kot prva dosežena vojaška zmaga. Julija 1918 je zavzela Soissons, pri čemer je padlo ali bilo ranjenih 700 Američanov. Ob koncu vojne je divizija prodrla sedem km, pri čemer je zajela 8 nemških divizij in kot prva prekoračila Ren. Med celotnim bojevanjem je divizija imela 22.668 žrtev in prejela pet medalj časti.

### Ustanovitev
Drugo svetovno vojno se je za divizijo pričela z operacijo Baklo, ko je pristala v Oranu (Alžirija. Med 21. januarjem in 9. majem 1943 je divizija sodelovala v bojih za Tunizijo. Nato je sodelovala v operaciji Krepak, nakar je bila poslana v Anglijo, kjer se je pripravljala za operacijo Overlord. 
Pristala je na plaži Omaha, kjer so v prvi uri izkrcanja nekatere enote doživele 30 % izgube. Zavzela je Formigny in Caumont in tako zavarovala mostišče. Nato je sodelovala v zavzetju St. Loja, Marignya, nakar je prispela v Aachen septembra 1944, ki ga je zavzela po čelnem napadu 21. oktobra 1944. Ko so Nemci 16. decembra 1944 sprožili ardensko ofenzivo, je bila divizija poslana na pomoč; šele 28. januarja 1945 je odpor Nemcev zamrl. Nato je divizija napadla Siegfriedovo linijo in jo prebila 23. februarja. 
Med 15. in 16. marcem je prekoračila Ren in vzpostavila mostišče pri Remagnu. Iz mostišča je prodrla naprej in sodelovala pri obkolitvi Porurja. Svojo pot je končala na Češkoslovaškem, ko se je druga svetovna vojna končala. Med celotno vojno je imela divizija 21.023 žrtev (od skupaj 43.743 vojakov); pripadniki so skupaj prejeli 20.752 odlikovanj; od tega 16 medalj časti. Skupaj so zajeli več kot 100.000 nemških vojakov.
10 let je divizija ostala v Nemčiji in Avstriji kot okupacijska sila. Med korejsko vojno je divizija ostala v Evropi, kjer je predstavljala strateško rezervo v primeru sovjetskega napada. Leta 1955 se je vrnila v Fort Riley (Kansas).
Istega leta so izvedli v sklopu operacije Giroskop reorganizacijo znotraj divizije, tako da so zamenjali tri polke s petimi bojnimi skupinami (bojna skupina je bila v moči med bataljonom in polkom). Zaradi te reorganizacije je le 28. pehotni polk ohranil zgodovinske vezi z originalno divizijsko sestavo iz prve svetovne vojne.
Marca 1962 so jo opremili z najnovejšim orožjem (M14 in M60); oktobra istega leta je bila divizija med kubansko raketno krizo v pripravljenosti v primeru invazije na Kubo. Istočasno so poslali del divizije v Berlin, kjer je predstavljala prednjo stražo pred možno sovjetsko intervencijo v korist Kube.
Leta 1963 so izvedeli ponovno reorganizacijo, pri čemer so razpustili bojne skupine in jih nadomestili s tremi manevrskimi brigadnimi štabi v sklopu ROADa, tako da so bili bataljoni iz originalne sestave spet uvrščeni. Naslednje leto je divizija opravljala vaje iz protigverilskega in džungelskega bojevanja.
Med letoma 1965 in 1970 je divizija sodelovala v vietnamski vojni. Bila je prva ameriška formacija v Vietnamu, saj je prispela tja že 23. junija 1965. 17. julija 1965 je padel prvi vojak. Do 1. novembra je divizija le utrjevala svoje baze, nakar je 12. novembra sprožila prvo večjo bojno akcijo. Do konca 1965 je sodelovala v operacijah Grba, Gospodar grmičevja I in Gospodar grmičevja II. V letu]1966 je sodelovala v naslednjih operacijah: Marauder, Crimp II, Kotaleči kamen, Birmingham in Attleboro, leta 1967 v Cedar Falls, Junction City, Manhattan in Shenandoah II, leta 1968 v Tet ofenzivi, operaciji Razrešitev k zmagi in Zagotovljena zmaga, leta 1969 v Atlas Wedge in bitkah za An Loc I in II ter operaciji Skupni napredek. Januarja 1970 so obvestili vojake, da bo bila divizija umaknjena nazaj v ZDA, kar se je zgodilo šele aprila 1970. V tem času je padlo več kot 3.000 pripadnikov divizije (skupaj 20.770 žrtev) in podeljenih je bilo 11 medalj časti ter 13 divizijskih odlikovanj.
Spomladi 1970 je bila divizija reorganizirana v mehanizirano divizijo z 6 pehotnimi in 4 oklepnimi bataljoni. 3.[brigada je bila nastanjena v Nemčiji, kjer je predstavljala predhodnico celotne |divizije.
Leta 1991 je sodelovala v operaciji Puščavska nevihta, ko je v štirih dneh prevozila 260 km, zajela iraško 26. pehotno divizijo z 11.400 vojaki, uničila 550 tankov in 480 oklepnih transporterjev, z lastno izgubo 18 padlih vojakov. 10. maja se je vrnila domov v Fort Riley.
Od oktobra 1995 do oktobra 1996 je bil del divizije (1. bataljon, 4.konjeniški polk) dodeljen 1. oklepni diviziji, ki je delovala v Bosni v sklopu operacije Skupni trud. 10. novembra 1996 je divizija prevzela poveljstvo nad Task Force Eagle v Bosni do prihoda IFORja decembra 1996.
V začetku 1996 je divizija doživela novo reorganizacijo, ki pa ni prizadela enot ampak je bila le premeščanje formacij. Skoraj celotna divizija je bila prestavljena v nemško mesto Würzburg, medtem ko je 1. brigada in njeni podporni del ostala v ZDA. 
Zaradi kosovske krize 1999 je bila 5. februarja 1999 znotraj divizije ustanovljena Task Force Falcon. 12. junija 1999 je Task Force vstopila v Kosovo v sklopu mirovne operacije Skupni varuh. Štab je bil nameščen v Camp Bondsteel. Junija 2000 se je divizija umaknila iz Kosova.
Leta 2004 so premaknili štab divizije v Leighton Barracks (Würzburg), nakar je bila marca 2004 poslana v Irak, kjer je v sklopu operaciji Iraška svoboda zamenjala 4. pehotno divizijo; nastanjena je bila v Tikritu v sklopu Task Force Danger, kjer predstavlja večji del Task Force. Divizija ne deluje kot celotna formacija, ampak so sestavni bataljoni dodeljeni tudi drugim enotam.

## Operacije in bitke
- prva svetovna vojna

- zahodna fronta

- bitka za Cantigny
- bitka za Soissons
- bitka v Argonskem gozdu

- druga svetovna vojna

- vojna v Afriki

- operacija Bakla

- vojna v Evropi

- operacija Krepak
- operacija Overlord

- obala Omaha

- operacija Kobra

- bitka za St. Ló
- bitka za Villers-Bocage
- bitka za Aachen
- bitka za gorivo

- vietnamska vojna

- operacija Marauder
- operacija Crimp II
- operacija Rolling Stone
- bitka za Ap Tau O
- bitka za Srok Dong
- bitka za Minh Thanh Road
- operacija Operation Attleboro
- operacija Cedar Falls
- operacija Junction City
- operacija Manhattan
- operacija Shenandoah II
- ofenziva Tet
- operacija Resolve to Win
- operacija Certain Victory
- operacija Atlas Wedge
- bitka za An Loc
- operacija Progress Together

- zalivska vojna

- operacija Puščavski ščit
- operacija Puščavska nevihta

- bitka za 73 Easting

- iraška vojna

- operacija Iraška svoboda
- operacija Abilene
- operacija Desert Thrust
- operacija Devil Siphon
- operacija Ripper Sweep

## Organizacija
Puščavski ščit/Puščavska nevihta
- HHC, 1. pehotna divizija (mehanizirana)
- 1. brigada, 1. pehotna divizija
1. bataljon, 34. oklepni polk (Fort Riley)
2. bataljon, 34. oklepni polk (Fort Riley)
5. bataljon, 16. pehotni polk (Fort Riley; M2 Bradley)
- 2. brigada, 1. pehotna divizija
3. bataljon, 34. oklepni polk (Fort Riley)
4. bataljon, 34. oklepni polk (Fort Riley)
2. bataljon, 16. pehotni polk (Fort Riley; M2 Bradley)
- 3. brigada, 2. oklepna divizija (Garlstadt) (priključena)
2. bataljon, 66. oklepni polk (Garlstadt; M1 Abrams)
3. bataljon, 66. oklepni polk (Garlstadt; M1 Abrams)
1. bataljon, 41. pehotni polk (Garlstadt; M2 Bradley)
4. bataljon, 3. poljski artilerijski polk (Garlstadt) (M109)
baterija C, 26. poljski artilerijski polk (TAB)
498. podporni bataljon (prednji) (Garlstadt)
četa D, 17. inženirski bataljon (Garlstadt)
- 1. DIVARTY
1. bataljon, 5. poljski artilerijski polk (Fort Riley; M109)
4. bataljon, 5. poljski artilerijski polk (Fort Riley; [M109)
- Aviacijska brigada, 1. pehotna divizija
1. bataljon, 1. aviacijska brigada (Fort Riley)
4. bataljon (začasni), 1. aviacijska brigada (Fort Riley)
1. bataljon, 4. konjeniški polk (Fort Riley; M1 Abrams, M3 Bradley, AH-1, OH-58)
- 1. podporno poveljništvo
101. podporni bataljon (sprednji) (Fort Riley)
201. podporni bataljon (sprednji) (Fort Riley)
701. podporni bataljon (sprednji) (Fort Riley)
- četa F, 1. aviacijska brigada (aviacijsko vzdrževanje) (Fort Riley)
- orkester
- 1. personalna četa (Fort Riley)
- 2. bataljon, 3. zračnoobrambni artilerijski polk (Fort Riley)
- 12. kemična četa (Fort Riley)
- 1. inženirski bataljon (Fort Riley)
- 101. vojaški obveščevalni bataljon (Fort Riley)
- 1. četa vojaške policije (Fort Riley)
- 121. signalni bataljon (Fort Riley)

Vietnam
- 1. pehotna brigada
- 2. pehotna brigada
- 3. pehotna brigada
1. bataljon, 63. oklepni polk
1. bataljon, 2. pehotni polk
2. bataljon, 2. pehotni polk
1. bataljon, 16. pehotni polk
2. bataljon, 16. pehotni polk
1. bataljon, 18. pehotni polk
2. bataljon, 18. pehotni polk
1. bataljon, 26. pehotni polk
1. bataljon, 28. pehotni polk
2. bataljon, 28. pehotni polk
- 1. bataljon, 4. konjeniški polk
- 1. DIVARTY
1. bataljon, 5. poljski artilerijski polk
1. bataljon, 7. poljski artilerijski polk
2. bataljon, 33. poljski artilerijski polk
8. bataljon, 6. poljski artilerijski polk
- 1. četa vojaške policije
- 121. signalni bataljon
- 1. inženirski bataljon
- 1. podporno poveljništvo
- 1. administracijska četa
- 1. sanitetni bataljon
- 1. preskrbovalni in transportni bataljon

Druga svetovna vojna
- 16. pehotni polk
- 18. pehotni polk
- 26. pehotni polk
- 1. izvidniški trop (mehaniziran)
- 1. inženirski bojni bataljon
- 1. sanitetni bataljon
- 1. divizijski artilerijski polk
7. poljski artilerijski polk (105 mm havbice)
32. poljski artilerijski polk (105 mm havbice)
33. poljski artilerijski polk (105 mm havbice)
5. poljski artilerijski polk (155 mm havbice)
- specialne sile
- 701. lahka vzdrževalna četa
- 1. oskrbovalna četa
- 1. signalna četa
- vod vojaške policije
- prištabna četa
- orkester

Prva svetovna vojna
- 1. pehotna brigada
16. pehotni polk
18. pehotni polk
- 2. mitraljezni bataljon
- 2. pehotna brigada
26. pehotni polk
28. pehotni polk
3. mitraljezni bataljon
- 1. poljska artilerijska brigada
5. poljski artilerijski polk (155 mm)
6. poljski artilerijski polk (75 mm)
7. poljski artilerijski polk (75 mm)
1. minometna baterija
- Divizijske enote
1. mitraljezni bataljon
1. inženirski polk
- 2. signalni bataljon
- prištabna enota
- Podporne enote
- štab
- vojaška policija
- bataljon za oskrbo z strelivom
- preskrbovalni bataljon
- inženirci
- saniteta

## Simboli divizije
Narokavni divizijski našitek
Našitek je zelo preprost. Je ščitne oblike, pri čemer sta spodnji stranici ravni in ne zaobljeni. Celoten našitek je v zeleni barvi. Na sredini našitka se nahaja stilizirana številka 1 v rdeči barvi, ki simboliziran divizijsko zaporedno številko.
Razločitvena enotna insignija
REI je bila sprejeta 9. decembra 1930 za dele 1. pehotne divizije. 2. septembra 1965 so sprejeli odliko, da to insignijo vsi pripadniki divizije, ki ne nosijo drugih oznak. 14. januar 1974 je bila zadnjič spremenjena.
Ovalna zlata kovinska in emajlirana priponka meri 1 1/8 inča v višino in je sestavljena iz zlatega ozadja, ki je obkrožen z eliptičnim trakom, ki je horizontalen naprem rdečemu emajlu na vrhu in modremu emajlu na dnu; na modri podlagi je moto »VICTORY« (zmaga), zapisan z zlatimi kovinskimi črkami. Na sredini znaka je zlata kovinska figura iz spomenika 1. divizije s krili in dvignjenimi rokami, ki segajo preko rdečega emajla.
Rdeča in modra barva sta vzeti iz častnih zastav pehotnih divizij.

## Pripadniki
Divizijski poveljniki
| 1.  | Generalmajor William L. Sibert         |  | (junij 1917 – december 1917)                 |
| 2.  | Generalmajor Robert L. Bullard         |  | (december 1917 – julij 1918)                 |
| 3.  | Generalmajor Charles Pelot Summerall   |  | (julij 1918 – oktober 1918)                  |
| 4.  | Brigadni general Frank Parker          |  | (oktober 1918 – november 1918)               |
| 5.  | Generalmajor Edward F. McGlachlin      |  | (november 1918 – september 1919)             |
| 6.  | Generalmajor Charles Pelot Summerall   |  | (oktober 1919 – junij 1921)                  |
| 7.  | Generalmajor David C. Shanks           |  | (julij 1921 – november 1921)                 |
| 8.  | Generalmajor Charles T. Menoher        |  | (november 1921 – januar 1922)                |
| 9.  | Generalmajor Harry C. Hale             |  | (februar 1922 – december 1922)               |
| 10. | Brigadni general William S. Graves     |  | (december 1922 – julij 1925)                 |
| 11. | Brigadni general Preston Brown         |  | (julij 1925 – januar 1926)                   |
| 12. | Brigadni general Frank Parker          |  | (januar 1926 – maj 1926)                     |
| 13. | Brigadni general Hugh A. Drum          |  | (maj 1926 – maj 1927)                        |
| 14. | Generalmajor Fox Conner                |  | (maj 1927 – september 1927)                  |
| 15. | Brigadni general Hugh A. Drum          |  | (september 1927 – januar 1930)               |
| 16. | Brigadni general William P. Jackson    |  | (januar 1930 – marec 1930)                   |
| 17. | Generalmajor Briant H. Wells           |  | (marec 1930 – september 1930)                |
| 18. | Brigadni general Lucius R. Holbrook    |  | (oktober 1930 – november 1935)               |
| 19. | Brigadni general Charles D. Roberts    |  | (november 1935 – februar 1936)               |
| 20. | Generalmajor Frank Parker              |  | (februar 1936 – marec 1936)                  |
| 21. | Generalmajor Stanley H. Ford           |  | (marec 1936 – oktober 1936)                  |
| 22. | Brigadni general Perry L. Miles        |  | (oktober 1936 – oktober 1937) (začasno)      |
| 23. | Polkovnik William P. Ennis             |  | (november 1937 – december 1937) (začasno)    |
| 24. | Brigadni general Laurence Halstead     |  | (december 1937 – januar 1938) (začasno)      |
| 25. | Generalmajor Walter C. Short           |  | (oktober 1938 – september 1940)              |
| 26. | Generalmajor Karl Truesdell            |  | (oktober 1940 – december 1940)               |
| 27. | Generalmajor Donald Cubbison           |  | (januar 1941 – maj 1942)                     |
| 28. | Generalmajor Terry de la Mesa Allen    |  | (maj 1942 – avgust 1943)                     |
| 29. | Generalmajor Clarence R. Huebner       |  | (avgust 1943 – december 1944)                |
| 30. | Generalmajor Clift Andrus              |  | (december 1944 – maj 1946)                   |
| 31. | Generalmajor Frank W. Milburn          |  | (junij 1946 – maj 1949)                      |
| 32. | Brigadni general Ralph J. Canine       |  | (maj 1949 – september 1949) (začasno)        |
| 33. | Generalmajor John E. Dahlquist         |  | (september 1949 – julij 1951)                |
| 34. | Generalmajor Thomas S. Timberman       |  | (julij 1951 – december 1952)                 |
| 35. | Generalmajor Charles T. Lanham         |  | (januar 1953 – junij 1954)                   |
| 36. | Generalmajor Guy S. Meloy mlajši       |  | (junij 1954 – december 1955)                 |
| 37. | Generalmajor Willis S. Matthews        |  | (januar 1956 – april 1957)                   |
| 38. | Generalmajor David H. Buchanan         |  | (april 1957 – oktober 1958)                  |
| 39. | Brigadni general Forrest Caraway       |  | (oktober 1958 – december 1958) (začasno)     |
| 40. | Generalmajor Harvey H. Fischer         |  | (december 1958 – januar 1960)                |
| 41. | Brigadni general John A. Seitz         |  | (januar 1960 – februar 1960) (začasno)       |
| 42. | Generalmajor Theodore W. Parker        |  | (februar 1960 – maj 1961)                    |
| 43. | Brigadni general John A. Berry mlajši  |  | (maj 1961 – junij 1961) (začasno)            |
| 44. | Brigadni general William B. Kunzig     |  | (julij 1961 – avgust 1961) (začasno)         |
| 45. | Generalmajor John F. Ruggles           |  | (avgust 1961 – januar 1963)                  |
| 46. | Generalmajor Arthur W. Oberbeck        |  | (januar 1963 – januar 1964)                  |
| 47. | Generalmajor Jonathan O. Seaman        |  | (februar 1964 – marec 1966)                  |
| 48. | Generalmajor William E. DuPuy          |  | (marec 1966 – december 1966)                 |
| 49. | Generalmajor John H. Hay mlajši        |  | (januar 1967 – februar 1968)                 |
| 50. | Generalmajor Keith L. Ware             |  | (februar 1968 – september 1968)              |
| 51. | Generalmajor Orwin C. Talbott          |  | (september 1968 – avgust 1969)               |
| 53. | Generalmajor Albert E. Milloy          |  | (avgust 1969 – februar 1970)                 |
| 53. | Brigadni general John Q. Henion        |  | (marec 1970 – april 1970) (začasno)          |
| 54. | Generalmajor Robert R. Linvill         |  | (april 1970 – januar 1971)                   |
| 55. | Generalmajor Edward M. Flanagan mlajši |  | (januar 1971 – december 1972)                |
| 56. | Generalmajor G. J. Duquemin            |  | (januar 1973 – avgust 1974)                  |
| 57. | Generalmajor Marvin D. Fuller          |  | (avgust 1974 – maj 1976)                     |
| 58. | Generalmajor Calvert P. Benedict       |  | (maj 1976 – maj 1978)                        |
| 59. | Generalmajor Phillip Kaplan            |  | (maj 1978 – julij 1980)                      |
| 60. | Generalmajor Edward A. Partain         |  | (julij 1980 – december 1982)                 |
| 61. | Generalmajor Neal Creighton            |  | (december 1982 – junij 1984)                 |
| 62. | Generalmajor Ronald L. Watts           |  | (junij 1984 – april 1986)                    |
| 63. | Generalmajor Leonard P. Wishart III.   |  | (april 1986 – julij 1988)                    |
| 64. | Generalmajor Gordon Russell Sullivan   |  | (julij 1988 – julij 1989)                    |
| 65. | Generalmajor Thomas Rhame              |  | (julij 1989 – avgust 1991)                   |
| 66. | Generalmajor William Hartzog           |  | (avgust 1991 – julij 1993)                   |
| 67. | Generalmajor Josue Robles mlajši       |  | (julij 1993 – junij 1994)                    |
| 68. | Generalmajor Randolph W. House         |  | (junij 1994 – februar 1996)                  |
| 69. | Generalmajor Montgomery Meigs          |  | (marec 1996 – julij 1997)                    |
| 70. | Generalmajor David L. Grange           |  | (avgust 1997 – avgust 1999)                  |
| 71. | Generalmajor John Philip Abizaid       |  | (avgust 1999 – september 2000)               |
| 72. | Generalmajor Bantz John Craddock       |  | (september 2000 – avgust 2002)               |
| 73. | Generalmajor John R.S. Batiste         |  | (avgust 2002 – avgust 2006)                  |
| 74. | Generalmajor Carter F. Ham             |  | (1. avgust 2006 – julij 2007)                |
| 75. | Generalmajor Robert E. Durbin          |  | (julij 2007 - julij 2008)                    |
| 76. | Brigadni general Perry L. Wiggins      |  | (17. julij 2008) - 15. april 2009) (začasno) |
| 77. | Generalmajor Vincent K. Brooks         |  | (15. april 2009 - 25. maj 2011)              |
| 78. | Generalmajor William C. Mayville       |  | (25. maj 2011 - maj 2013)                    |
| 79. | Generalmajor Paul E. Funk II.          |  | (maj 2013 - julij 2015)                      |
| 80. | Generalmajor Wayne W. Grigsby Jr.      |  | (julij 2015 - september 2016)                |
| 81. | Brigadni general Pat Frank             |  | (september 2016) (začasno)                   |
| 82. | Generalmajor Joseph M. Martin          |  | (oktober 2016 - junij 2018)                  |
| 83. | Generalmajor John S. Kolasheski        |  | (junij 2018 - avgust 2020)                   |
| 84. | Brigadni general John W. O'Connor Jr.  |  | (agust 2020) (začasno)                       |
| 85. | Generalmajor Douglas Sims II.          |  | (agust 2020 - maj 2022)                      |
| 86. | Generalmajor John V. Meyer III.        |  | (maj 2022 - junij 2024)                      |
| 87. | Generalmajor Monte L. Rone             |  | (junij 2024 - danes)                         |

Nosilci medalje časti
- Gino J. Merli
- James W. Robinson mlajši

Znani pripadniki
- Timothy McVeigh - ameriški terorist
- Alexander Meigs Haig mlajši - SACEUR
- George Catlett Marshall - Načelnik Generalštaba Kopenske vojske ZDA
- Overton Brooks - ameriški politik
- Theodore Roosevelt mlajši - ameriški general
- Samuel Fuller - ameriški filmski režiser
- Joseph T. Dawson - veteran druge svetovne vojne
- John M. Spalding - veteran druge svetovne vojne
- Philip Streczyk - veteran druge svetovne vojne
- George A. Taylor - veteran druge svetovne vojne
- Creighton Williams Abrams mlajši - Načelnik Generalštaba Kopenske vojske ZDA
- Ricardo Sanchez - ameriški general
- Charles Durning - ameriški igralec
- Burwell Baxter Bell III. - ameriški general
- Clarence R. Huebner - ameriški general
- Peter Thomas - veteran druge svetovne vojne
- Archibald Roosevelt - veteran prve svetovne vojne
- Bertram Tracy Clayton - ameriški politik
- Stan Hunt - ameriški stripar
- David D. McKiernan - ameriški general